# Hesperomyces
Hesperomyces is een geslacht van schimmels behorend tot de familie Laboulbeniaceae. De typesoort is Hesperomyces virescens

## Soorten
Volgens Index Fungorum telt het geslacht 13 soorten (peildatum 2023):
| Soortnaam                   | Auteur(s)               | Publicatiejaar |
| --------------------------- | ----------------------- | -------------- |
| Hesperomyces auriculatus    | W. Rossi & M. Leonardi  | 2018           |
| Hesperomyces biphylli       | K. Sugiy. & T. Majewski | 1985           |
| Hesperomyces catopii        | Thaxt.                  | 1931           |
| Hesperomyces chilomenis     | (Thaxt.) Thaxt.         | 1931           |
| Hesperomyces coccinelloides | (Thaxt.) Thaxt.         | 1931           |
| Hesperomyces coleomegillae  | W. Rossi & A. Weir      | 2014           |
| Hesperomyces halyziae       | Haelew. & De Kesel      | 2020           |
| Hesperomyces harmoniae      | Haelew. & De Kesel      | 2022           |
| Hesperomyces hyperaspidis   | Thaxt.                  | 1931           |
| Hesperomyces palustris      | W. Rossi & A. Weir      | 2014           |
| Hesperomyces papuanus       | T. Majewski & K. Sugiy. | 1985           |
| Hesperomyces parexochomi    | Mironova & Haelew.      | 2021           |
| Hesperomyces virescens      | Thaxt.                  | 1891           |